# Pteridium
Pteridium is een wereldwijd voorkomend geslacht van terrestrische varens uit de adelaarsvarenfamilie (Dennstaedtiaceae). In Nederland en België is de gewone adelaarsvaren (Pteridium aquilinum) de enige vertegenwoordiger van dit geslacht.

## Naamgeving en etymologie
- Synoniemen - De adelaarsvaren, de typesoort van het geslacht, was door Carl Linnaeus aanvankelijk ingedeeld bij Pteris op grond van de marginale sori, onder de naam Pteris aquilina. Later is dat afgesplitst naar Pteridium. Een aantal auteurs heeft hetzelfde gedaan, waardoor er een reeks van synoniemen is ontstaan: Aquilina Presl ms. ex Ettingsh. (1865), Cincinalis  Gled. (1764), Eupteris Newman (1845), Filix Ludwig (1757), Filix-Foemina Hill (1755), Nymphopteris Webb & Berth., Ornithopteris (Ag.) J. Sm. (1875) [non Bernh. 1806]

De geslachtsnaam Pteridium komt van het Griekse 'pteridion', de verkleinvorm van de naam van het geslacht vanwaaruit het genus is afgesplitst: 'Pteris'.

## Kenmerken

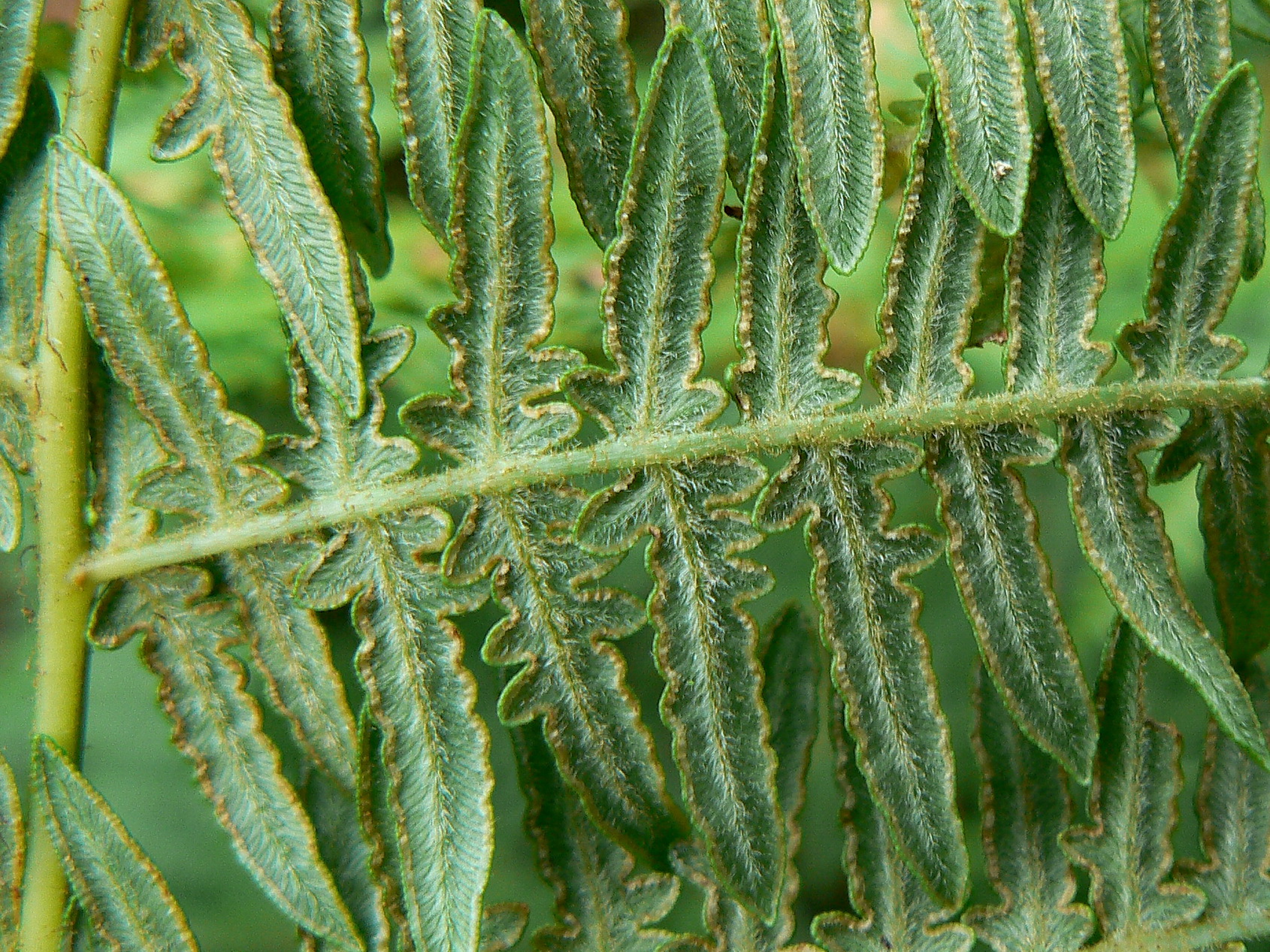
Blad van een adelaarsvaren met sporenhoopjes

Pteridium-soorten zijn kruidachtige, geofiete planten die overwinteren met een lang, dun en kruipend rizoom, behaard maar zonder schubben, voorzien van vaatbundels en dunne, zwarte wortels. Het rizoom kan tot meer dan 50 cm diep gaan en horizontaal enkele meters ver doordringen. De veren staan verspreid en zijn 0,5 tot 4,5 m lang, breed driehoekig van vorm, en twee- tot viervoudig geveerd, papier- of leerachtig aanvoelend. Er is geen onderscheid tussen vruchtbare en onvruchtbare bladen.
De bladsteel is glad of kort behaard, met talrijke in doorsnede U- of O-vormige vaatbundels. De bladspil is adaxiaal (aan de bovenzijde) gegroefd. De onderste deelblaadjes dragen nectarkliertjes. De pinnulae of bladslipjes zijn ovaal tot lijnvormig.
De sporenhoopjes zitten in een min of meer continue rij langs de bladrand op de onderzijde van de blaadjes en worden afgedekt door de omgekrulde bladrand en door een vaag, naar buiten openend dekvliesje.

## Verspreiding en habitat
Adelaarsvarens zijn terrestrische varens, die dikwijls zeer dominant optreden en grote kolonies vormen. Ze groeien zowel op zure als licht basische bodems, zowel in naald- en loofbossen als op open plaatsen (graslanden, akkers, heide), maar vermijden zeer vochtige plaatsen zoals moerassen en veengebieden.
De gewone adelaarsvaren heeft het grootste verspreidingsgebied en komt voor in alle gematigde en subtropische streken van de wereld, met inbegrip van Europa, Azië, Noord- en Zuid-Amerika, Australië en Nieuw-Zeeland.

## Levenswijze en voortplanting
Gezien vanuit evolutionair standpunt worden adelaarsvarens beschouwd als de succesvolste groep van alle varens. Het is ook een van de oudste groepen, waarvan tot 55 miljoen jaar geleden fossielen bekend zijn.
Een groot deel van dat succes hebben ze te danken aan hun voortplanting, die zowel vegetatief (via ondergrondse rizomen) als door sporen gebeurt. De sporen zijn zeer licht en zorgen voor de wijde verspreiding van de plant, de diepgaande rizomen maken de plant zeer competitief voor grondstoffen en water, minder kwetsbaar in droge periodes en geven bescherming tegen brand en oppervlakkige verstoring.
De rizoomstelsels kunnen zeer uitgebreid zijn, met diameters tot meer dan 100 m. De kolonies die zo ontstaan - die in feite uit één enkele gekloonde plant bestaan - kunnen honderden jaren oud worden. De rizomen groeien onder de wortels van andere planten door en concurreren daarmee direct om voedsel en water. Zodra de bladen uitkomen zetten ze de kleinere planten in de schaduw en in de herfst en winter bedekken de afstervende bladen de andere planten en drukken ze plat.
Bijkomend produceren adelaarsvarens allelochemische stoffen, die de groei en ontwikkeling van andere planten negatief beïnvloeden. Deze stoffen kunnen zelfs tot een jaar na verwijdering van de bladen de groei van andere planten verhinderen.

## Taxonomie
Het geslacht is welomschreven en er bestaat geen verwarring of overlap met andere genera. 
De indeling van het genus in soorten en ondersoorten daarentegen blijkt erg lastig en is nog altijd een bron van controverse. Alle taxa zijn erg variabel, er worden veel intermediaire vormen gevonden en de verschillen tussen de veronderstelde taxa zijn vaak erg subtiel. Moleculaire analyses hebben nog geen definitief uitsluitsel kunnen leveren.
In 1941 is het genus voor het eerst uitgebreid herzien, wat leidde tot één wereldwijd voorkomende soort (P. aquilinum) onderverdeeld in twee ondersoorten (subsp. aquilinum en subsp. caudatum), verder onderverdeeld in in totaal 12 variëteiten. 
Sindsdien zijn er tal van (onder-)soorten nieuw beschreven en weer afgewezen.
Op dit moment lijkt er op grond van genoomanalyses enige consensus te ontstaan naar twee diploïde soorten, een tropisch-Amerikaanse (P. esculentum) en één elders in de wereld (P. aquilinum), plus een tetraploïde (P. caudatum) waar beide met elkaar in contact komen.

## Gebruik

### Culinair gebruik
De varenkrullen worden in veel culturen gegeten; vers, gekookt of ingelegd. De P. aquilinum komt vooral veel voor in de Oost-Aziatische keuken. In Japan staat de plant bekend als 'warabi' en deze wordt gestoomd, gekookt of gebruikt in soepen. De varenkrullen worden ingelegd in zout, sake of miso. De wortels van de warabi worden vermalen tot een fijn poeder en gebruikt voor verschillende soorten wagashi (Japanse zoetwaren), zoals de warabi-mochi, een populair gerecht dat wordt gegeten tijdens de zomermaanden. Het poeder dat is verkregen door de wortels te vermalen wordt ook warabi genoemd.

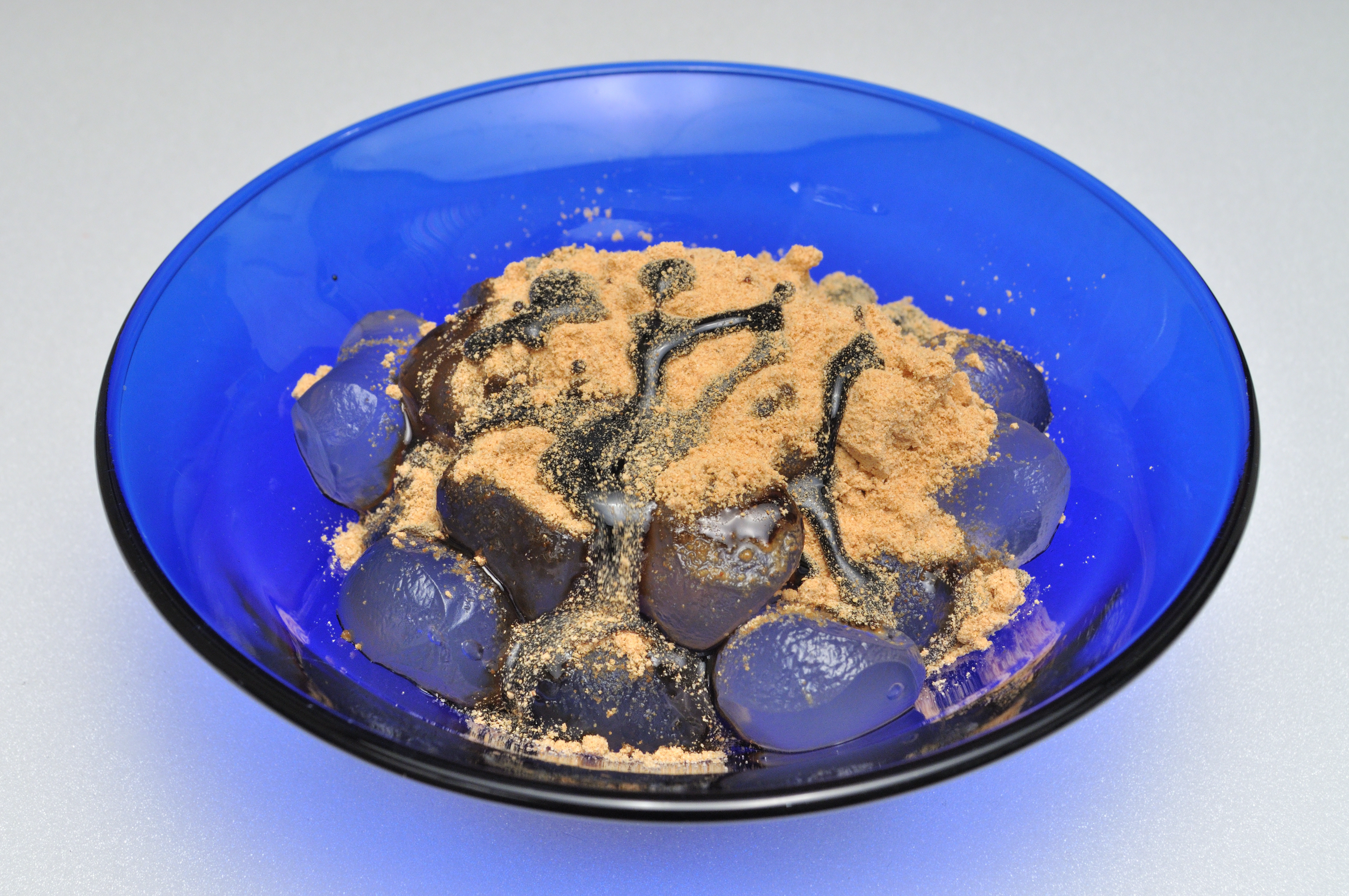
Warabi-mochi met een topping van kuromitsu en kinako
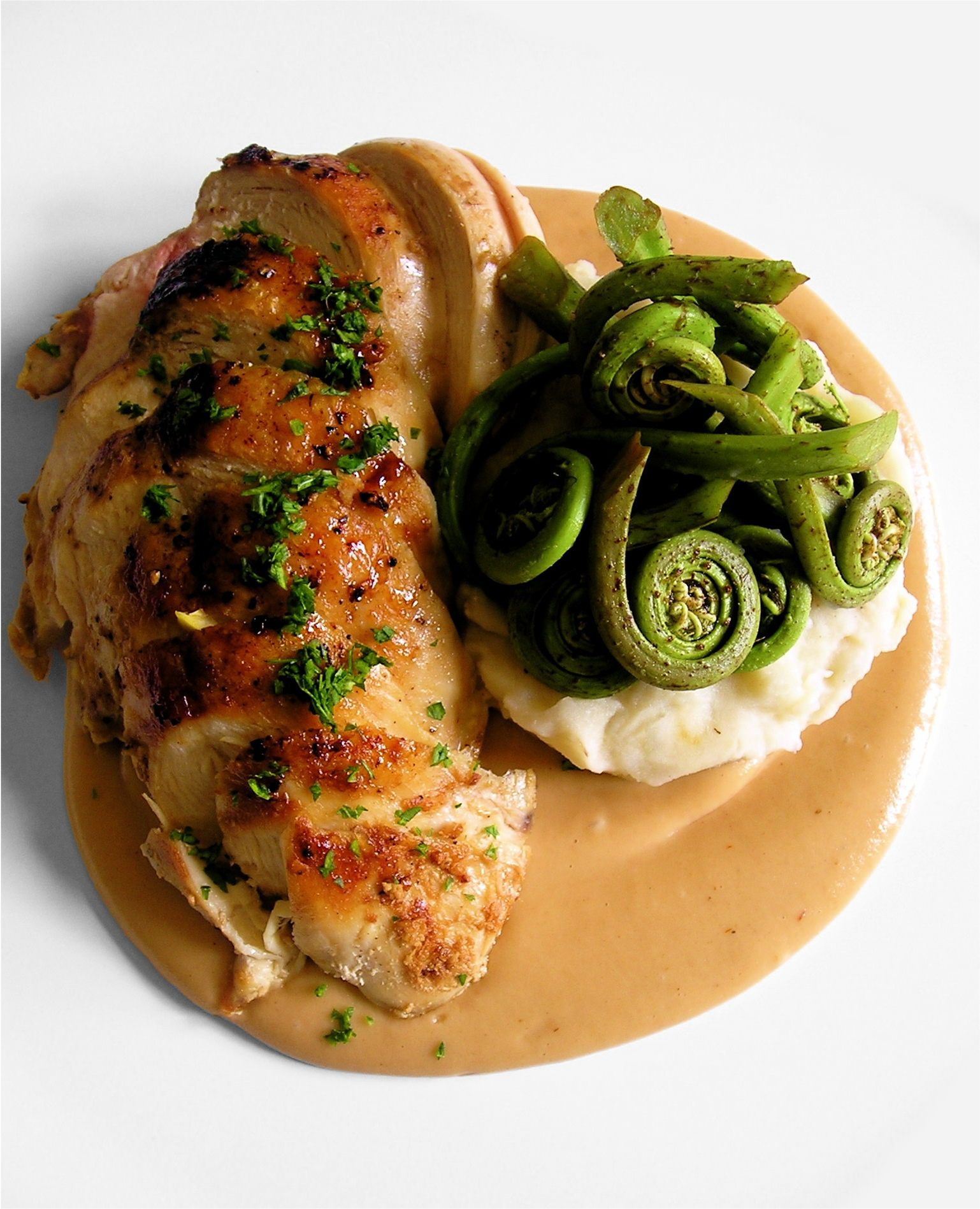
Gerecht met varenkrullen, kip en aardappelpuree